# 罗旁河
罗旁河，又称建城河，西江右岸支流，发源于广西壮族自治区岑溪市龙里坑的冲汉牛勒顶（属云开大山），东北流经广东省郁南县通门镇、向阳水库和建城镇，于罗旁村（原罗旁镇）汇入西江。河长64千米，平均比降3.52‰，流域面积606平方千米。